# Portable Graymap File Format
Em informática, Portable Graymap File é um formato de arquivo de imagem em escala de cinza. Pode ser de duas formas: ASCII ou RAW (cru). Se for no formato ASCII, o arquivo é um texto comum (pode ser editado em editores de texto simples como o Notepad, emacs e gedit). Na primeira linha, contém "P1" (se for binário), "P2" (se for em tons de cinza - valores entre 0 e 255) ou "P3". Em seguida vem o número de linhas e de colunas da imagem, e nas linhas seguintes vários números com o tom de cinza de cada pixel, percorrendo-se a imagem da esquerda para direita, de cima para baixo (como lemos um texto). O que vier após o carácter sustenido "#" é ignorado (pode-se colocar comentários).
Se o formato for RAW, é a mesma sintaxe do ASCII mas os números não são representados com caracteres de oito bits mas sim com bytes. Por isso, o arquivo fica menor, mas mais difícil de ser lido por um ser humano.